# Đội tuyển bóng đá bãi biển quốc gia Uganda
Đội tuyển bóng đá bãi biển quốc gia Uganda đại diện Uganda ở các giải thi đấu bóng đá bãi biển quốc tế và được điều hành bởi FUFA, cơ quan quản lý bóng đá ở Uganda. Đội tuyển bóng đá bãi biển quốc gia Uganda ở giao hữu quốc tế vào tháng 12 năm 2014, giành chiến thắng 6–5 trước Zanzibar Sand Heroes Chiến thắng thứ hai đến từ ngày 1 tháng 2 năm 2015 trong trận giao hữu tiếp theo tiếp đón Kenya Sand Heroes ở Mombasa, nơi Uganda giành chiến thắng trước chủ nhà 7–6.

## Đội hình hiện tại
Chính xác tính đến năm 2015
Ghi chú: Quốc kỳ chỉ đội tuyển quốc gia được xác định rõ trong điều lệ tư cách FIFA. Các cầu thủ có thể giữ hơn một quốc tịch ngoài FIFA.
| Số | VT | Quốc gia | Cầu thủ                 |
| -- | -- | -------- | ----------------------- |
| 1  | TM | Uganda   | Ashadu Bugembe          |
| 2  | HV | Uganda   | Kasujja Davis           |
| 3  | HV | Uganda   | Naturinda Ambrose Sanyu |
| 4  | HV | Uganda   | Muganga Douglas         |
| 5  | TV | Uganda   | Somoka Rowch Peter      |
| 6  | TV | Uganda   | Revita Jonh             |

| Số | VT | Quốc gia | Cầu thủ           |
| -- | -- | -------- | ----------------- |
| 7  | TV | Uganda   | Semakula Hamim    |
| 10 | HV | Uganda   | Tekkwo Derrick    |
| 9  | TĐ | Uganda   | Nkuubi Brian      |
| 10 | TĐ | Uganda   | Lukooya Baker     |
| 18 | TĐ | Uganda   | Lwezawula Phillip |
| 11 | TM | Uganda   | Bunkeddeko Ali    |

Huấn luyện viên: Kebba Haruna

## Ban huấn luyện hiện tại
- Đại biểu trưởng: Abdul Hamid Juma